# Duits Open
Het Duits Open, internationaal bekend als het German Open, is een golftoernooi dat vanaf 1972 bij de Europese PGA Tour hoorde. Het heeft bestaan van 1911 t/m 1999.
Hoewel het Duits Open de status had van een nationaal open, was het prijzengeld in 1999 van drie andere toernooien in Duitsland hoger: de German Masters (sinds 1987), het BMW Internationaal Open (sinds 1989) en het Deutsche Bank Players Championship of Europe (1982-2007).
Het laatste Open eindigde in een spannende play-off. Jarmo Sandelin won deze, en werd beloond met een plaats in het Ryder Cup team.
Percy Allis en Bernhard Langer hebben het toernooi vijf keer gewonnen.
Op de Ladies European Tour wordt het Ladies German Open gespeeld.

## Winnaars
| Jaar | Baan                                | Winnaar               | Score       | Informatie                                                          |
| German Open | German Open                         | German Open           | German Open | German Open                                                         |
| --- | ----------------------------------- | --------------------- | ----------- | ------------------------------------------------------------------- |
| 1911 | Baden-Baden                         | Harry Vardon          | 279         |                                                                     |
| 1912 | Baden-Baden                         | John Henry Taylor     | 279         |                                                                     |
| 1913 - 1925: geen toernooi                                                                                      |                                     |                       |             |                                                                     |
| 1926 | Berlijn                             | Percy Alliss          | 283         |                                                                     |
| 1927 | Berlijn                             | Percy Alliss          | 288         |                                                                     |
| 1928 | Berlijn                             | Percy Alliss          | 280         |                                                                     |
| 1929 | Berlijn                             | Percy Alliss          | 285         |                                                                     |
| 1930 | Baden-Baden                         | Auguste Boyer         | 266         |                                                                     |
| 1931 | Berlijn                             | René Golias           | 298         |                                                                     |
| 1932 | Bad Ems                             | Auguste Boyer         | 282         |                                                                     |
| 1933 | Bad Ems                             | Percy Alliss          | 284         |                                                                     |
| 1934 | Bad Ems                             | Alf Padgham           | 285         |                                                                     |
| 1935 | Bad Ems                             | Auguste Boyer         | 280         |                                                                     |
| 1936 | Berlijn                             | Auguste Boyer         | 291         |                                                                     |
| 1937 | Bad Ems                             | Henry Cotton          | 274         |                                                                     |
| 1938 | Frankfurt                           | Henry Cotton          | 285         |                                                                     |
| 1939 | Bad Ems                             | Henry Cotton          | 280         |                                                                     |
| 1940-1950: geen toernooi, hoewel sommige bronnen vermelden dat Flory van Donck in 1947 het Open heeft gewonnen. |                                     |                       |             |                                                                     |
| 1951 | Hamburg                             | Antonio Cerdá         | 286         |                                                                     |
| 1952 | ?                                   | Antonio Cerdá         | ?           |                                                                     |
| 1953 | Frankfurt                           | Flory Van Donck       | 271         |                                                                     |
| 1954 | Krefeld                             | Bobby Locke           | 277         |                                                                     |
| 1955 | Hamburg                             | Ken Bousfield         | 279         |                                                                     |
| 1956 | Frankfurt                           | Flory Van Donck       | 271         |                                                                     |
| 1957 | Keulen                              | Harry Weetman         | 279         |                                                                     |
| 1958 | Krefeld                             | Fidel de Luca         | 275         |                                                                     |
| 1959 | Hamburg                             | Ken Bousfield         | 271         |                                                                     |
| 1960 | Keulen                              | Peter Thomson         | 281         |                                                                     |
| 1961 | Krefeld                             | Bernard Hunt          | 272         |                                                                     |
| 1962 | Hamburg                             | Bobby Verwey          | 276         |                                                                     |
| 1963 | Keulen                              | Brian Huggett         | 278         |                                                                     |
| 1964 | Krefeld                             | Roberto De Vicenzo    | 275         |                                                                     |
| 1965 | Hamburg                             | Harold Henning        | 274         |                                                                     |
| 1966 | Frankfurt                           | Bob Stanton           | 274         |                                                                     |
| 1967 | Krefeld                             | Donald Swaelens       | 273         |                                                                     |
| 1968 | Keulen                              | Barry Franklin        | 265         |                                                                     |
| 1969 | Frankfurt                           | Jean Garaialde        | 272         |                                                                     |
| 1970 | Krefeld                             | Jean Garaialde        | 276         |                                                                     |
| 1971 | Club zur Vahr, Bremen               | Neil Coles            | 279         |                                                                     |
| 1972 | Frankfurt GC                        | Graham Marsh          | 271         |                                                                     |
| 1973 | Hubbelrath, Düsseldorf              | Francisco Abreu       | 276         |                                                                     |
| 1974 | Krefeld Golf Club                   | Simon Owen po         | 276         | Owen won de play-off van Peter Oosterhuis Beste amateur John Fourie |
| 1975 | Bremen Golf Club                    | Maurice Bembridge     | 285         | Beste amateur John Fourie                                           |
| 1976 | Frankfurt GC                        | Simon Hobday          | 266         |                                                                     |
| 1977 | Düsseldorf GC                       | Tienie Britz          | 275         | Beste amateur John Benda                                            |
| Braun German Open                                                                                               |                                     |                       |             |                                                                     |
| 1978 | Golf und Land Club Köln             | Severiano Ballesteros | 268         |                                                                     |
| 1979 | Frankfurt GC                        | Tony Jacklin          | 277         |                                                                     |
| 1980 | Berlin Golf & Country Club, Wannsee | Mark McNulty          | 280         |                                                                     |
| German Open |                                     |                       |             |                                                                     |
| 1981 | Hamburg GC, Falkenstein             | Bernhard Langer       | 272         |                                                                     |
| Lufthansa German Open                                                                                           |                                     |                       |             |                                                                     |
| 1982 | Solitude, Stuttgart                 | Bernhard Langer po    | 279         | Langer won de play-off van Bill Longmuir                            |
| 1983 | Golf und Land Club Köln             | Corey Pavin           | 275         |                                                                     |
| 1984 | Frankfurt GC                        | Wayne Grady           | 268         |                                                                     |
| 1985 | Club zur Vahr, Earstedt             | Bernhard Langer       | 183         | toernooi bestond uit 3 rondes                                       |
| German Open |                                     |                       |             |                                                                     |
| 1986 | Hubbelrath, Düsseldorf              | Bernhard Langer po    | 273         | Langer won de play-off van Rodger Davis                             |
| 1987 | Frankfurt GC                        | Mark McNulty          | 259         |                                                                     |
| 1988 | Frankfurt GC                        | Seve Ballesteros      | 263         |                                                                     |
| 1989 | Frankfurt GC                        | Craig Parry po        | 266         | Parry won de play-off van Mark James                                |
| Volvo German Open                                                                                               |                                     |                       |             |                                                                     |
| 1990 | Hubbelrath, Düsseldorf              | Mark McNulty          | 270         |                                                                     |
| 1991 | Hubbelrath, Düsseldorf              | Mark McNulty po       | 273         | McNulty wint de play-off van Paul Broadhurst                        |
| 1992 | Hubbelrath, Düsseldorf              | Vijay Singh po        | 262         | won met 9 slagen voorsprong                                         |
| 1993 | Hubbelrath, Düsseldorf              | Bernhard Langer       | 269         |                                                                     |
| 1994 | Hubbelrath, Düsseldorf              | Colin Montgomerie     | 269         |                                                                     |
| 1995 | Nippenburg G.C., Stuttgart          | Colin Montgomerie     | 268         |                                                                     |
| 1996 | Nippenburg G.C., Stuttgart          | Ian Woosnam           | 193         | toernooi ingekort wegens stormachtige regen.                        |
| 1997 | Nippenburg G.C., Stuttgart          | Ignacio Garrido       | 271         |                                                                     |
| German Open |                                     |                       |             |                                                                     |
| 1998 | Sporting Club Berlin                | Stephen Allan         | 280         |                                                                     |
| 1999 | Sporting Club Berlin                | Jarmo Sandelin        | 274         | Sandelin wint de play-off van Retief Goosen                         |